# Liste der britischen Gesandten in Sachsen
Dies ist eine Liste der britischen Gesandten im Kurfürstentum und Königreich Sachsen.

## Gesandte
1764: Aufnahme diplomatischer Beziehungen
- 1803–1806: Henry Watkin Williams Wynn (1783–1856)[2]

1806 bis 1816: Unterbrechung der Beziehungen
- 1816–1825: John Philip Morier (1776–1853)
- 1825–1828: George William Chad (178?–1849)
- 1828–1832: Edward Michael Ward (1789–1832)
- 1833–1859: Francis Reginald Forbes (1791–1873)
- 1859–1866: Sir Charles Augustus Murray (1806–1895)
- 1867–1874: Joseph Hume Burnley (182?–1904)
- 1875–1897: George Strachey (1826–)
- 1897–1901: Sir Alexander Condie Stephen (1850–1908)
- 1901–1907: Hugh Gough, 3. Viscount Gough (1849–1919)
- 1907–1909: Sir Mansfeldt de Cardonnel Findlay (1861–1932)
- 1909–1913: Sir Evelyn Mountstuart Grant Duff (1863–1926)
- 1913–1914: vakant